# Лоар и Шер
Лоар и Шер (фр. Loir-et-Cher) департман је у централној Француској. Припада региону Центар (регион), а главни град департмана (префектура) је Блоа. Департман Лоар и Шер је означен редним бројем 41. Његова површина износи 6.343 км². По подацима из 2010. године у департману Лоар и Шер је живело 330.079 становника, а густина насељености је износила 52 становника по км².
Овај департман је административно подељен на:
- 3 округа
- 30 кантона и
- 291 општину.

## Демографија
| 1999.   | 2011.   |
| ------- | ------- |
| 314.968 | 331.280 |